# Hans Joachim Herrmann (Althistoriker)
Hans Joachim Herrmann (* 2. Oktober 1931 in Zittau) ist ein deutscher Althistoriker.
Hans Joachim Herrmann legte 1950 sein Abitur ab und studierte zunächst bis 1951 Chemie an der Universität Leipzig. Aus gesundheitlichen Gründen musste er jedoch das Studienfach wechseln und begann ein Studium der Geschichte, das er 1954 als Diplom-Historiker abschloss. Er wechselte an die Universität Greifswald, wo er wissenschaftlicher Assistent am historischen Institut wurde. Dort promovierte er auch im März 1965 zum Thema Studien über Usurpationen und Krise im 3. Jahrhundert u. Z. Unter besonderer Berücksichtigung ihrer Darstellung in der "Historia Augusta". Gutachter waren Gerhard Schrot und Rigobert Günther. Die Promotion B folgte im Oktober 1982 zum Thema Studien über Antikebild und Geschichtsschreibung im 18. Jahrhundert, Gutachter waren Herbert Langner, Rigobert Günther und Horst Dieter. Anschließend wurde Herrmann Hochschuldozent für die Geschichte des Altertums an der Universität Greifswald.

## Schriften
- [mit Gert Böttcher:] Quellensammlung zur Geschichte der Stadt Magdeburg. Teil 1, 1., Geschichte des Magdeburger Raumes in der Steinzeit. Pädagogisches Institut – Lehrstuhl Geschichte, Magdeburg 1967 (Schriftenreihe des Lehrstuhls Geschichte am Pädagogischen Institut Magdeburg, Heft 7).
- [Mitautor:] Stätten des Wirkens von Ernst Moritz Arndt (1769–1860). Ernst-Moritz-Arndt-Gesellschaft/Ernst-Moritz-Arndt-Museum, Garz 1992 (Hefte der Ernst-Moritz-Arndt-Gesellschaft, H. 1. Jg. 1).